# HMS Venus (R50)
«Венус» (англ. HMS Venus (R50) — військовий корабель, ескадрений міноносець типу «V» Королівського військово-морського флоту Великої Британії часів Другої світової війни.
Ескадрений міноносець «Венус» закладений 12 січня 1942 року на верфі компанії Fairfield Shipbuilding and Engineering Company у Говані. 23 лютого 1943 року він був спущений на воду, а 28 серпня 1943 року увійшов до складу Королівських ВМС Великої Британії. Есмінець брав участь у бойових діях на морі в Другій світовій війні, бився у Північній Атлантиці біля берегів Франції, Англії та Норвегії, забезпечував висадку союзників у Нормандії, діяв на Тихому океані біля берегів Голландської Ост-Індії й Бірми, супроводжував арктичні конвої. За проявлену мужність та стійкість у боях бойовий корабель заохочений чотирма бойовими відзнаками.

## Бойовий шлях

### 1943
1 листопада 1943 року есмінець входив до складу сил ескорту, що супроводжували конвой RA 54A, який повертався з Радянського Союзу.

### 1944
21 січня 1944 року «Венус» вийшов з Акурейрі з ескортною групою конвою JW 56A, що прямував до Кольської затоки. Транспортний конвой піддався атаці 10 німецьких субмарин. 25 січня U-278 вдалось потопити американське судно Penelope Barker (16 осіб загинуло, 56 врятувалось), есмінець «Обд'юрет» отримав серйозні пошкодження через торпедну атаку іншої субмарини U-360 й був змушений вийти з похідного ордера конвою. 26 числа судно Andrew G. Curtin було потоплено U-716 (3 особи загинуло, 68 врятовані «Інконстант»), Fort Bellingham спочатку дістав пошкоджень від влучення торпед U-360, а потім було затоплено U-957 (36 осіб загинуло, 35 врятовані «Оффа»; ще 2 особи взяті в полон німецькими підводниками).
3 лютого 1944 року повернувся до Британських островів з конвоєм RA 56, на який противник не впливав протягом переходу.
У березні залучався до супроводження арктичних конвоїв, зокрема входив до ескорту конвою JW 58 з 47 транспортних та вантажних суден.
З 17 до 23 вересня 1944 року есмінець супроводжував конвой JW 60 до Мурманська та зворотний конвой RA 60.

### 1945
10 травня 1945 року есмінець у складі оперативної групи флоту брав участь у битві в Малаккській протоці, коли об'єднаний флот союзників намагався зірвати проходження загону японських бойових кораблів крізь протоку з Сінгапуру до Андаманських островів. Результатом бою стало затоплення есмінцями 26-ї флотилії японського важкого крейсера «Хагуро».

### Післявоєнний час
Після війни до 1949 року корабель входив у 3-тю флотилію есмінців Середземноморського флоту. Дія разом з іншими кораблями з перехоплення нелегальної єврейської еміграції до Палестини.
В 1951—1952 роках переобладнаний на фрегат типу 15. 1964 році виведений до резерву. 20 грудня 1972 року розібраний на брухт.